# Francisco Martínez Poza
Francisco Martínez Poza (Yuty, enero de 1831 - Asunción, 1871) fue un militar paraguayo que participó en la guerra de la Triple Alianza. Es recordado por haber sido el último comandante de la fortaleza de Humaitá y por su heroica resistencia en Isla Po'i.

## Biografía

### Primeros años y familia
Nació en el pequeño pueblo de Yuty (Caazapá) donde no había registro civil por lo que fue inscripto en la ciudad de Villarrica (Guairá). Pasó sus primeros años de vida entre las zonas de Yuty y Villarrica, donde su familia poseía tierras y estancias. Sus padres fueron: Francisco Martínez (padre) y Francisca Martina Poza (madre), ambos oriundos de Yuty. Su madre era apodada la Vizcaína, porque sus antepasados eran españoles originarios de Vizcaya. Mientras que Francisco Martínez (padre) fue por un tiempo alcalde de Villarrica y es descendiente de Nicolás Martínez de nacionalidad española, hijo a su vez del capitán Santiago Martínez, quien estando al servicio de los gobernadores del Paraguay recibió por merced real tierras en el valle de Yataity, por eso toda su familia se asentó en esta zona del país.

### Inicio de su carrera militar
A los 16 años en 1847 es convocado por el ejército paraguayo en el batallón N°2, donde transcurrió su carrera militar en el frente sur, hasta el inicio de la guerra de la Triple Alianza.
En 1849 tuvo una relación con Isidora Dolores Martínez una mujer oriunda de Yuty, con quien tuvo a su único hijo, Miguel Martínez, quien también combatió en la guerra y luego tuvo numerosa descendencia, siendo este el origen de la familia Martínez-Medina de Villarrica.

### Guerra de la Triple Alianza
En noviembre de 1864, Paraguay le declara la guerra a Brasil y en marzo de 1865 le declara la guerra a Argentina, iniciando así la guerra de la Triple Alianza, entre Paraguay contra la alianza de Brasil, Argentina y Uruguay.

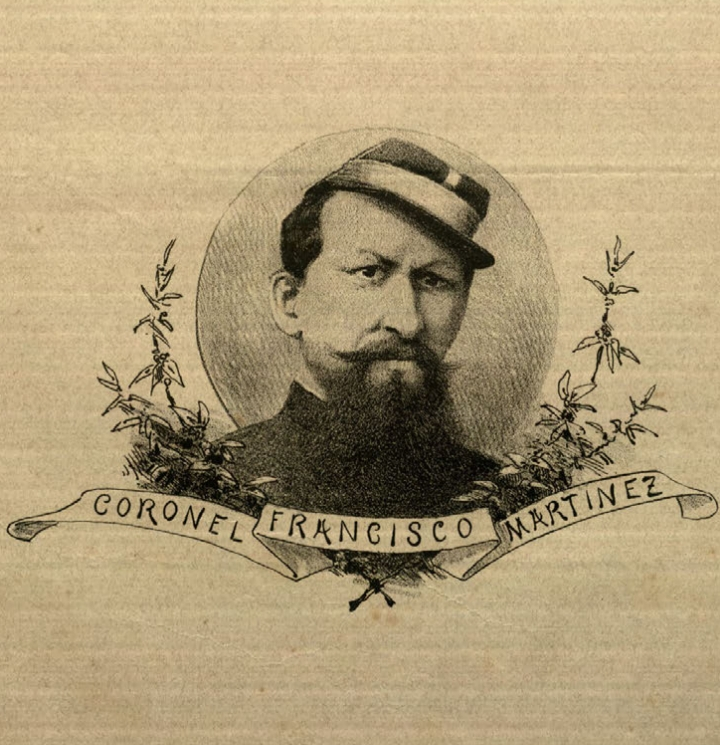
Coronel Francisco Martínez durante la guerra.

Martínez se destaca rápidamente ganándose la confianza del mariscal López que lo convierte en uno de sus ayudantes predilectos siendo ascendido a capitán luego de la Batalla de Tuyutí el 24 de mayo de 1866, y posteriormente a sargento mayor el 16 de septiembre de 1866.
El 15 de marzo de 1867 fue premiado con la Orden Nacional del Mérito (máxima condecoración de la guerra) y el 8 de septiembre de 1867 fue ascendido al rango de teniente coronel.
El 3 de marzo de 1868 alcanzó el grado de coronel y en abril fue designado segundo jefe de la fortaleza de Humaitá, siendo el primero al mando el coronel Paulino Alén.
El 12 de septiembre de 1868 durante la entrevista de Yataytí Corá estuvo como uno de los abanderados y acompañantes del mariscal López.
La Fortaleza de Humaitá fue asediada y atacada por los el ejército aliado durante meses, hasta que el coronel Alén sucumbió ante la presión y luego de un intento de suicidio quedó incapacitado, por lo que lo reemplazó su segundo al mando, el coronel Francisco Martínez, quien unos días desúés recibió la orden de evacuar la fortaleza y retirarse a posiciones más favorables.
Martínez viendo que no tenía muchos opciones, ordenó a la banda de música que toquen sus instrumentos lo más fuerte posible para generar una distracción al enemigo, fingiendo que estaban festejando el cumpleaños del mariscal López, cuando en realidad estaban realizando una rápida evacuación nocturna cruzando en canoas hacia el Chaco en la zona conocida como Isla Po'i (frente a Humaitá) con el objetivo de llegar al Fuerte Timbó (actual Puerto Bermejo, del lado argentino).

### Posguerra y muerte
Regresó al Paraguay en 1871 y poco tiempo después falleció de fiebre amarilla en la ciudad de Asunción.

## Homenajes
En su honor, fue nombrada la localidad de Coronel Martínez, Departamento de Guairá.
En su homenaje fue nombrado el Fortín Coronel Martínez, fundado el 17 de enero de 1927 por el ejército paraguayo en el contexto previo a la Guerra del Chaco.
También la ruta que une la ciudad de Luque con Capiatá lleva su nombre en su honor.

## Cultura Popular
Martínez aparece como uno de los protagonistas de la novela "Sin laureles sobre sus tumbas" de la escritora paraguaya Tahiana Larissa.